# Hadzové

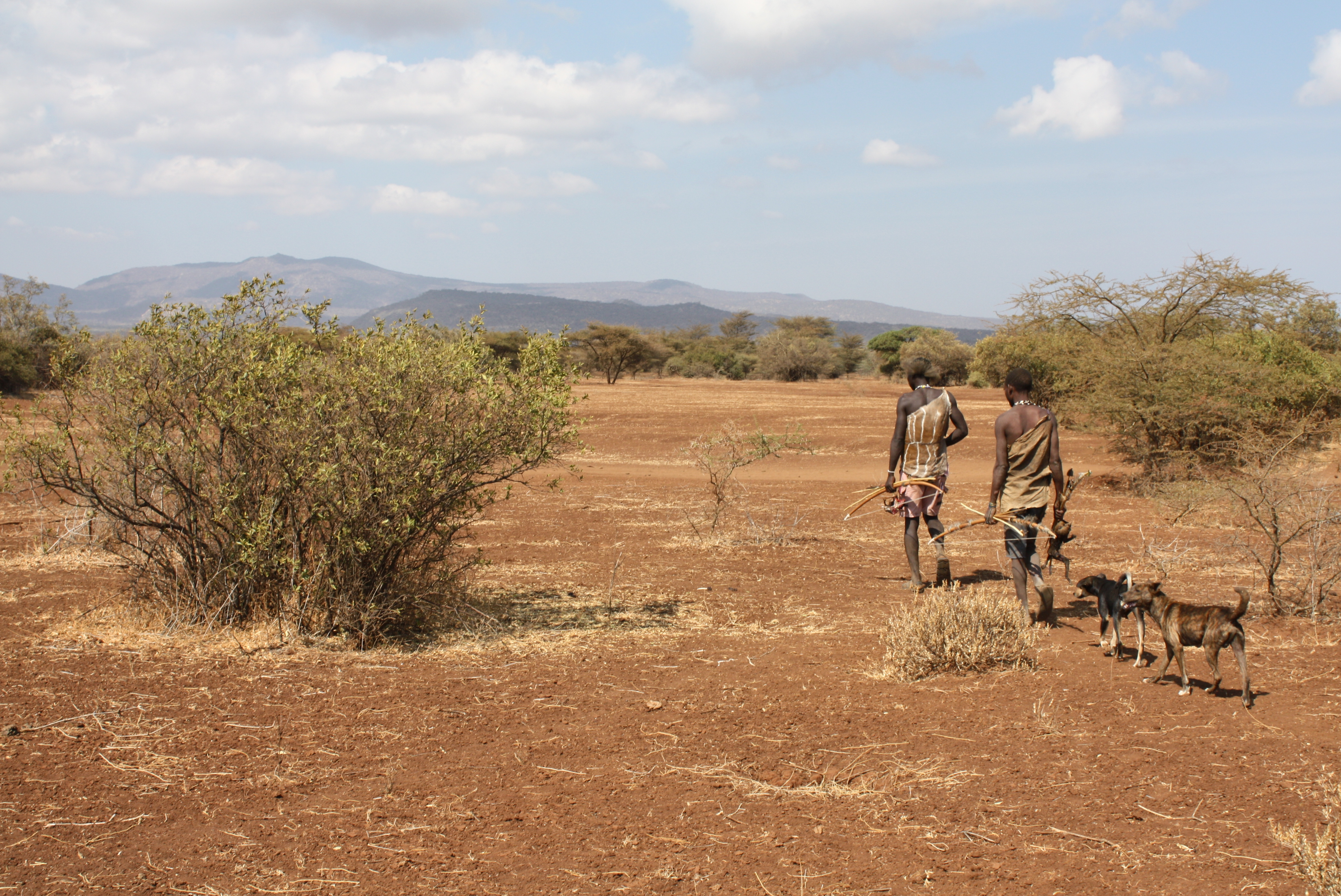
Hadzové při návratu z lovu

Hadzové jsou malá etnická skupina lovců a sběračů, žijících v rovníkové Africe u jezera Eyasi v Tanzanii. Jedná se o vymírající skupinu lidí, kterou badatelé začali zkoumat v nedávných letech. Hadzové jsou milovníci tabáku a konopí.

## Obživa a životní styl
Hadzové žijí na velice neúrodné půdě, přesto nikdy netrpěli hladem. Jedná se o etnikum lovců a sběračů. Nepěstují plodiny, ani nechovají dobytek. Jejich zdrojem obživy je maso zvířat, která si uloví: antilopy, žirafy, zebry. Někdy se jim podaří ulovit i slona. Loví především muži, ženy s dětmi chodí do savan sbírat hlízy, kořeny, bobule a ovoce. Lovu a sběru se věnují velice málo, funguje zde dělba o potravu. Nejvzácnější potravou pro Hadzy je med, ze kterého prodají větší část svým sousedům a z něhož pak udělají alkoholický nápoj. Lov není synchronizován, každý chodí sám po savaně a čeká, než spatří lovnou zvěř. Nejčastější zbraní je luk s šípy, kdy hroty šípů jsou napuštěné jedem.

## Společenské uspořádání
Hadzové žijí v málo početné skupině, kde počet členů není nijak pevně dán. Počet se mění podle toho, jak lidé přicházejí a odcházejí. Žijí v nukleární rodině: matka, otec a děti. Majetek se skládá z oblečení, pracovních nástrojů a zbraní. Monogamie je společenskou normou, jen malé procento žije polygamně. Sňatková pravidla jsou poměrně volná, mladí lidé mají volnost při výběru partnera, vyžaduje se jen souhlas rodičů. Průměrný věk mladých mužů při sňatku je 21 let, dívky většinou bývají o čtyři roky mladší. Dívky před svatbou mohou mít milostný vztah. Ženy ve společnosti Hadzů mají stejné postavení a stejná práva jako muži, což jiná etnika netolerují.

## Bydlení
Bydlení Hadzů je velice prosté. Hadzové se vyhýbají táboření na otevřeném prostranství, z důvodu obavy z velkých predátorů, kteří by je mohli napadnout. Proto své tábory staví mezi stromy, nebo mezi skalami. Mají nepsané pravidlo tábořit asi 1,5 kilometru od zdroje pitné vody a mohou se vzdalovat jen 4 až 5 kilometru od zdroje pitné vody. Hadzové neuznávají právo na území nebo na zdroje potravy. Každý může žít tam, kde chce, lovit zvěř, kterou uvidí. To platí nejen pro jejich lokální skupinu, ale případně i pro sousední etnikum.

## Tradice a rituály
Podivný rituál. Muži si po obědě sednou kolem ohniště a naplní dýmku velkým množstvím tabáku, poté vší silou natahují kouř co nejhlouběji do plic. To zajímavé nastává po dalších několika hlubokých vdechnutích. Kouř u nich vyvolá dávivý kašel, který trvá až několik minut. Ostatní muži netrpělivě čekají, až se k nim dýmka dostane.

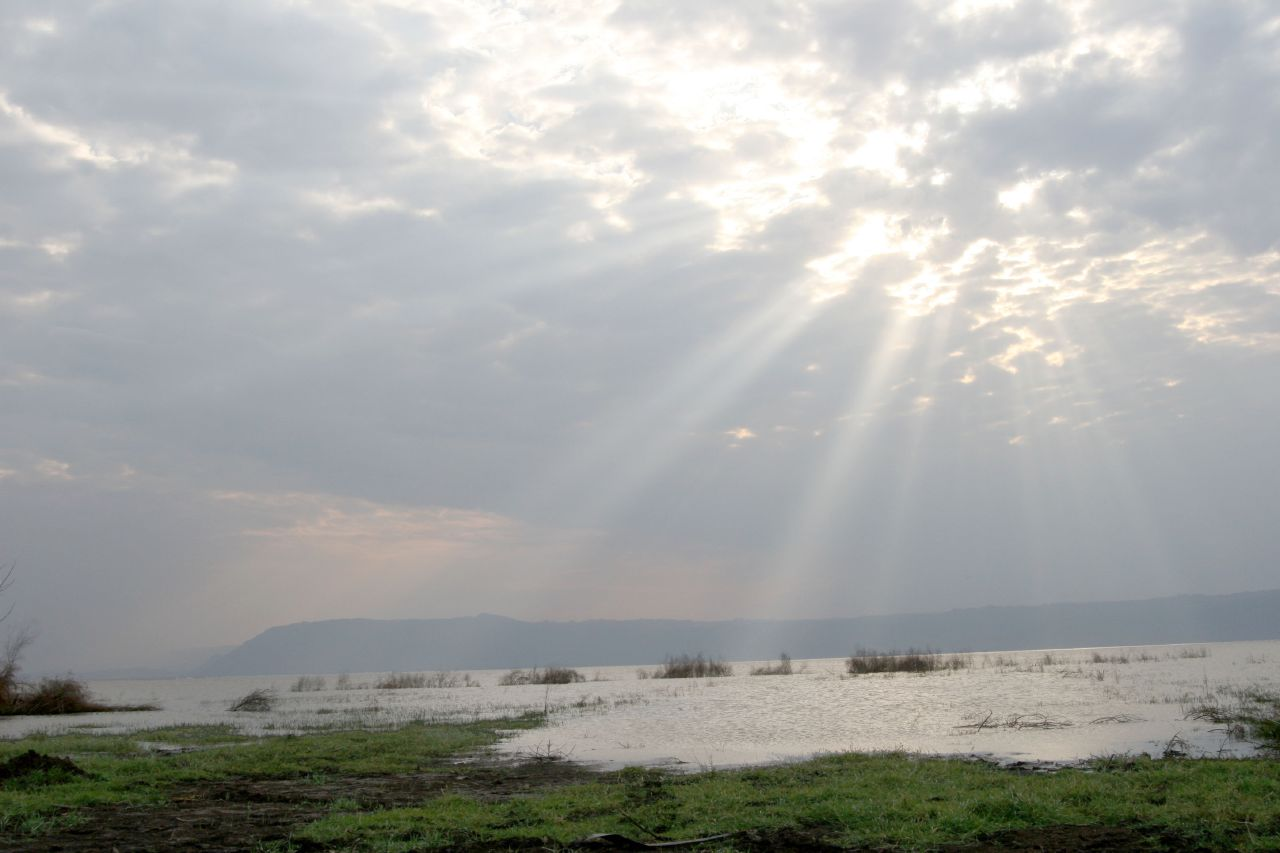
jezero Eyasi v rovníkové Africe